# Karl Staab (Domdechant)
Karl Staab (* 17. März 1875 in Großlaudenbach; † 18. Januar 1954 in Würzburg) war ein römisch-katholischer Geistlicher, Domdechant im Würzburger Dom und Hausprälat von Papst Pius XII.

## Leben

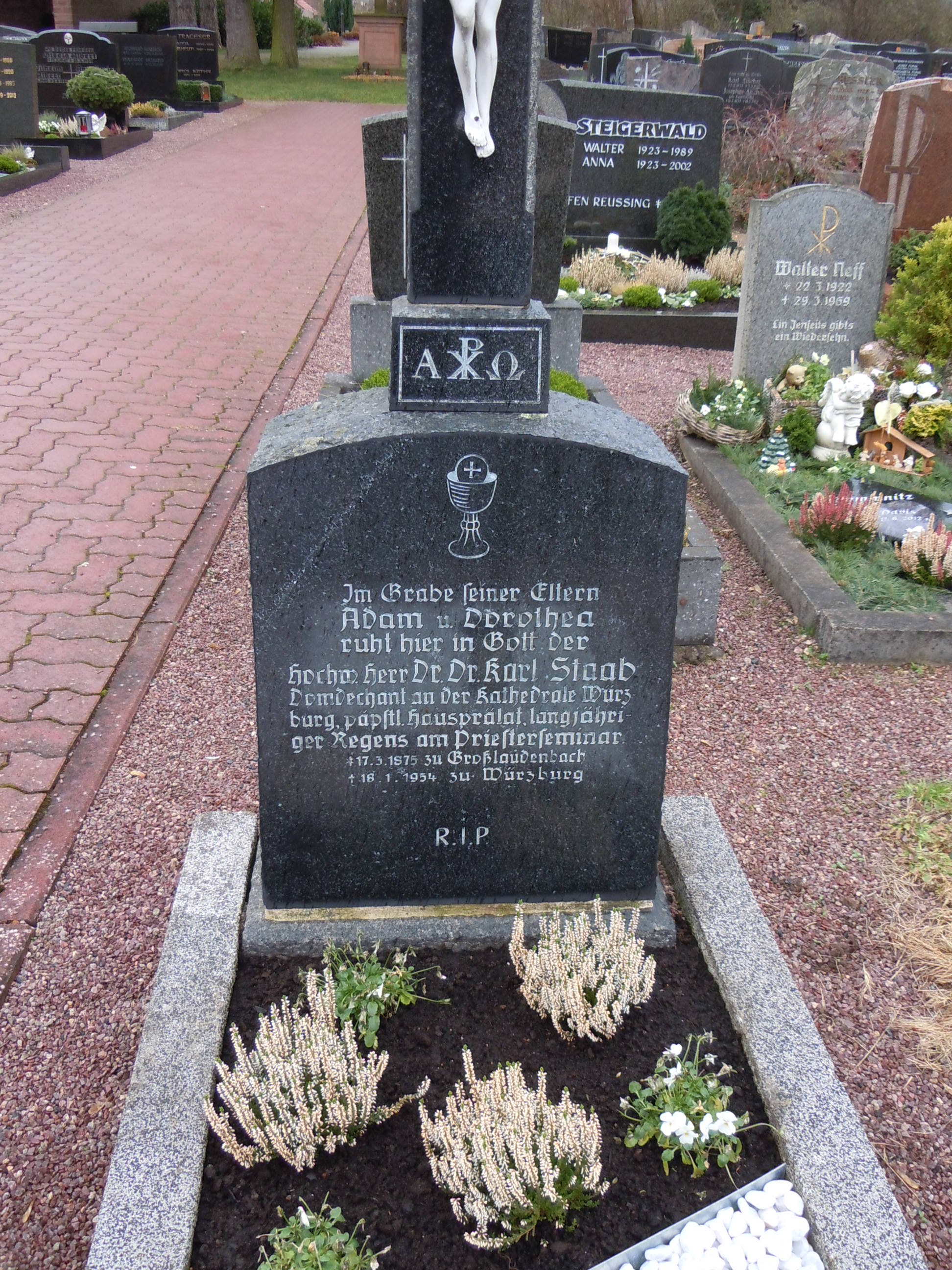
Grabstätte Karl Staabs und seiner Eltern, Friedhof Kleinkahl

Karl Staab wurde am 17. März 1875 als jüngstes von acht Kindern der Landwirts- und Müllerseheleute Johann Adam und Dorothea Staab in der Staabs-Mühle in Großlaudenbach geboren.
Ab 1881 besuchte er die Volksschule in Kleinkahl. Der Heimatkaplan Ignaz Weber lehrte ihn die Grundbegriffe des Lateinischen und bereitete ihn für die Aufnahmeprüfung in die dritte Klasse des Gymnasiums Aschaffenburg vor. Dort blieb er zwei Jahre, um dann in die fünfte Klasse des Neuen Gymnasiums Würzburg überzutreten, welches er 1895 mit dem Zeugnis der Reife verließ. Sein philosophisch-theologisches Studium machte er an der Universität Würzburg.
Durch Bischof Ferdinand von Schlör empfing er am 30. Juli 1899 in der Würzburger Michaelskirche die Priesterweihe. Am 6. August 1899 feierte er in der Filialkirche zu Kleinkahl, damals noch zur Pfarrei Schöllkrippen-Ernstkirchen gehörend, seine Primiz.
Die erste Seelsorgestelle trat er am 18. August 1899 als Kaplan in Bad Kissingen an. Zwei Jahre später wurde er als Kaplan an den Dom in Würzburg versetzt. Am 1. April 1904 berief ihn Bischof Ferdinand von Schlör als Assistenten an das Priesterseminar Würzburg. In der Folgezeit erwarb Karl Staab sich in Straßburg die theologische und in Würzburg die philosophische Doktorwürde.
1911 wurde er Subregens und im gleichen Jahr Regens des Priesterseminars. Im Herbst 1926 wurde Regens Staab zum Domkapitular ernannt. Gleichzeitig übernahm er das Amt des Offizials, das er bis zum letzten Lebenstag versah. 1938 ernannte ihn Papst Pius XII zum Domdechant und 1945 zu seinem Hausprälaten.
Beim Bombenangriff auf Würzburg am 16. März 1945, dem Vorabend seines 70. Geburtstages, starben seine beiden Haushälterinnen und sein Großneffe Otto Staab; sein persönliches Habe wurde vernichtet. Er selbst kam mit dem Leben davon und fand Unterkunft im Kloster Himmelspforten in Würzburg und anschließend im Kloster Oberzell bei Würzburg. Dort wohnte er noch, als er am 30. Juli 1949 sein Goldenes Priesterjubiläum feierte.
In den Morgenstunden des 18. Januar 1954 verstarb Karl Staab in Würzburg, im Alter von knapp 79 Jahren. Auf seinen Wunsch wurde er nicht in Würzburg, seiner langjährigen Wirkungsstätte, sondern im Grab seiner Eltern auf dem Friedhof in der Pfarrei Kleinkahl bestattet.

## Belege
1. ↑  Würzburger Katholisches Sonntagsblatt Nr. 4/1954
2. ↑  Gemeinde Kleinkahl: Kleinkahler Heimatbuch. Hrsg.: Gemeinde Kleinkahl. 1.  Auflage. Geigerdruck GmbH, Horb am Neckar 2001, ISBN 3-89570-739-2, S. 76.

| Personendaten    | Personendaten                    |
| ---------------- | -------------------------------- |
| NAME             | Staab, Karl                      |
| KURZBESCHREIBUNG | römisch-katholischer Geistlicher |
| GEBURTSDATUM     | 17. März 1875                    |
| GEBURTSORT       | Großlaudenbach                   |
| STERBEDATUM      | 18. Januar 1954                  |
| STERBEORT        | Würzburg                         |